# District Transsylvanië van de Hongaarse Gereformeerde Kerk

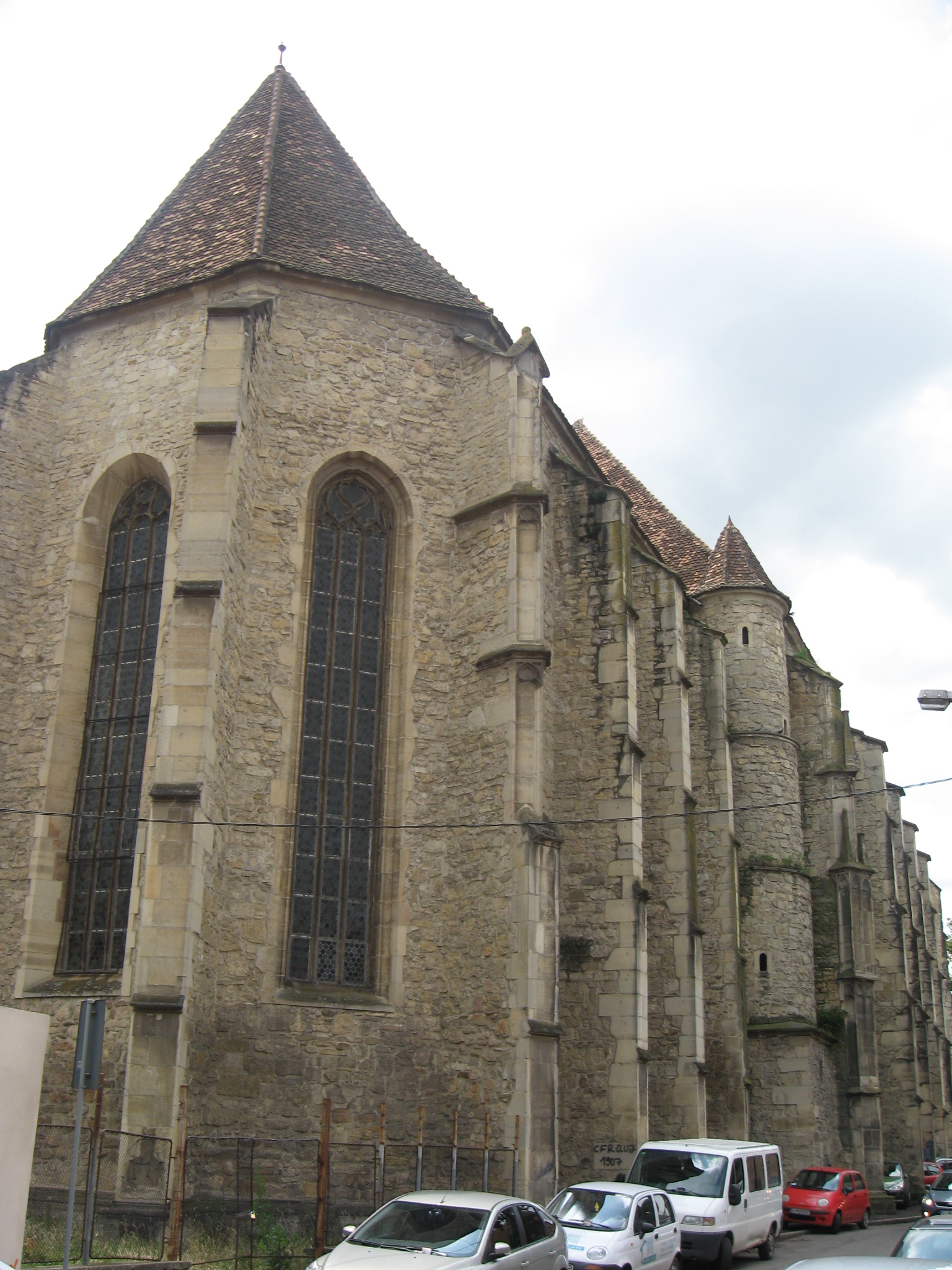
De Hongaars Gereformeerde Kerk van Cluj-Napoca (Kolozsvár)

Het District Transsylvanië van de Hongaarse Gereformeerde Kerk (Hongaars: Erdélyi Református Egyházkerület; Roemeens: Episcopia Reformată din Ardeal) is een protestantse kerk met haar hoofdzetel in Cluj-Napoca, samen met het district Királyhágómellék vormt het de Hongaars Gereformeerde Kerk van Roemenië
Dat deze kerk verdeeld is in twee districten is historisch bepaald. Tot het moment dat Roemenië in 1920 Transsylvanië in handen kreeg was deze landstreek kleiner binnen de Oostenrijks-Hongaarse monarchie. Roemenië kreeg ook delen van het kerkdistrict van Debrecen in handen en de kerken in dit gebied vormden vanaf dan het District Királyhágómellék van de Hongaars Gereformeerde Kerk in Roemenië. De kerk is gesticht in het jaar 1564 tijdens de Reformatie.

## Kerkprovincies
De kerk is onderverdeeld in kerkprovincies waaronder de diverse plaatselijke kerkgemeenschappen vallen.
Het district Transsylvanië van de Hongaarse Gereformeerde Kerk bestaat uit de volgende kerkprovincies:
- Hervormde kerkprovincie Brassó (Brasov)
- Hervormde kerkprovincie Dés (Dej)
- Hervormde kerkprovincie Erdővidék
- Hervormde kerkprovincie Görgény
- Hervormde kerkprovincie Hunyad (Hunedoara)
- Hervormde kerkprovincie Kalotaszeg
- Hervormde kerkprovincie Kézd-Orba
- Hervormde kerkprovincie Kolozsvár (Cluj)
- Hervormde kerkprovincie Kolozsvár buiten
- Hervormde kerkprovincie Küküllő
- Hervormde kerkprovincie Maros (Mures)
- Hervormde kerkprovincie Maros Mezőség
- Hervormde kerkprovincie Nagyenyed (Aiud)
- Hervormde kerkprovincie Sepes
- Hervormde kerkprovincie Székelyudvarhely (Odorheiu Secuiesc)
- Hervormde kerkprovincie Torda (Turda)